# Małgorzata Kapusta
Małgorzata Kapusta (ur. 10 czerwca 1990 r.) – polska łuczniczka specjalizująca się w łuku bloczkowym.
W 2019 roku wystąpiła na mistrzostwach świata w 's-Hertogenbosch. W zawodach indywidualnych zajęła ostatecznie 33. miejsce po porażce w drugiej rundzie z Chorwatką Amandą Mlinarić 140:142, zaś rywalizację drużynową z Renatą Leśniak, Anną Stanieczek skończyła na 17. pozycji. Wzięła również udział w zawodach par mieszanych z Łukaszem Przybylskim, zajmując 35. miejsce.

## Wyniki
| Rok  | Zawody             | Miejscowość      | Grupa  | Ind. | Druż. | Mikst |
| ---- | ------------------ | ---------------- | ------ | ---- | ----- | ----- |
| 2019 | Mistrzostwa świata | ’s-Hertogenbosch | Senior | 33.  | 17.   | 35.   |